# Corallimorphus rigidus
Corallimorphus rigidus is een Corallimorphariasoort uit de familie van de Corallimorphidae. De wetenschappelijke naam van de soort is voor het eerst geldig gepubliceerd in 1877 door Moseley.